# جائزة البرتغال الكبرى 1992
جائزة البرتغال الكبرى 1992 هو سباق فورمولا 1 أقيم بتاريخ 27 سبتمبر 1992 في إستوريل، البرتغال. كان الرابع عشر من أصل 16 في بطولة العالم لسباقات الفورمولا واحد موسم 1992. حلّ البريطاني نايجل مانسيل أولا بينما جاء النمساوي غيرهارد بيرغر في المركز الثاني وحصل على المركز الثالث البرازيلي آيرتون سينا.